# Коаліція з питань інновацій для готовності до епідемій
Коаліція з питань інновацій для готовності до епідемій (англ. Coalition for Epidemic Preparedness Innovations, CEPI) — це фонд, який збирає пожертви від державних, приватних, філантропічних організацій і організацій громадянського суспільства для фінансування незалежних дослідницьких проектів із розробки вакцин проти нових інфекційних захворювань. Фонд зосереджений на «схемі пріоритетних захворювань» Всесвітньої організації охорони здоров'я, яка включає: близькосхідний коронавірусний респіраторний синдром (вірус MERS-CoV), коронавірусна хвороба 2019 (вірус SARS-CoV-2), вірус Ніпа, вірус гарячки Ласса та вірус гарячки Рифт Валлі, а також вірус Чікунгунья та гіпотетичний, невідомий збудник так званої «Хвороби X». Інвестиції до фонду також вимагають рівного доступу до вакцин під час спалахів, хоча наступні зміни політики фонду могли поставити під загрозу цей критерій.
Коаліція з питань інновацій для готовності до епідемій була задумана в 2015 році, та офіційно заснована у 2017 році на Всесвітньому економічному форумі в швейцарському місті Давосі. Її заснували та співфінансували Фонд Білла і Мелінди Гейтс, Wellcome Trust та уряди Індії та Норвегії, а згодом до нього приєдналися Європейський Союз (у 2019 році) та США, та Велика Британія (у 2020 році). Штаб-квартира фонду знаходиться в норвезькій столиці Осло.

## Історія

### Заснування

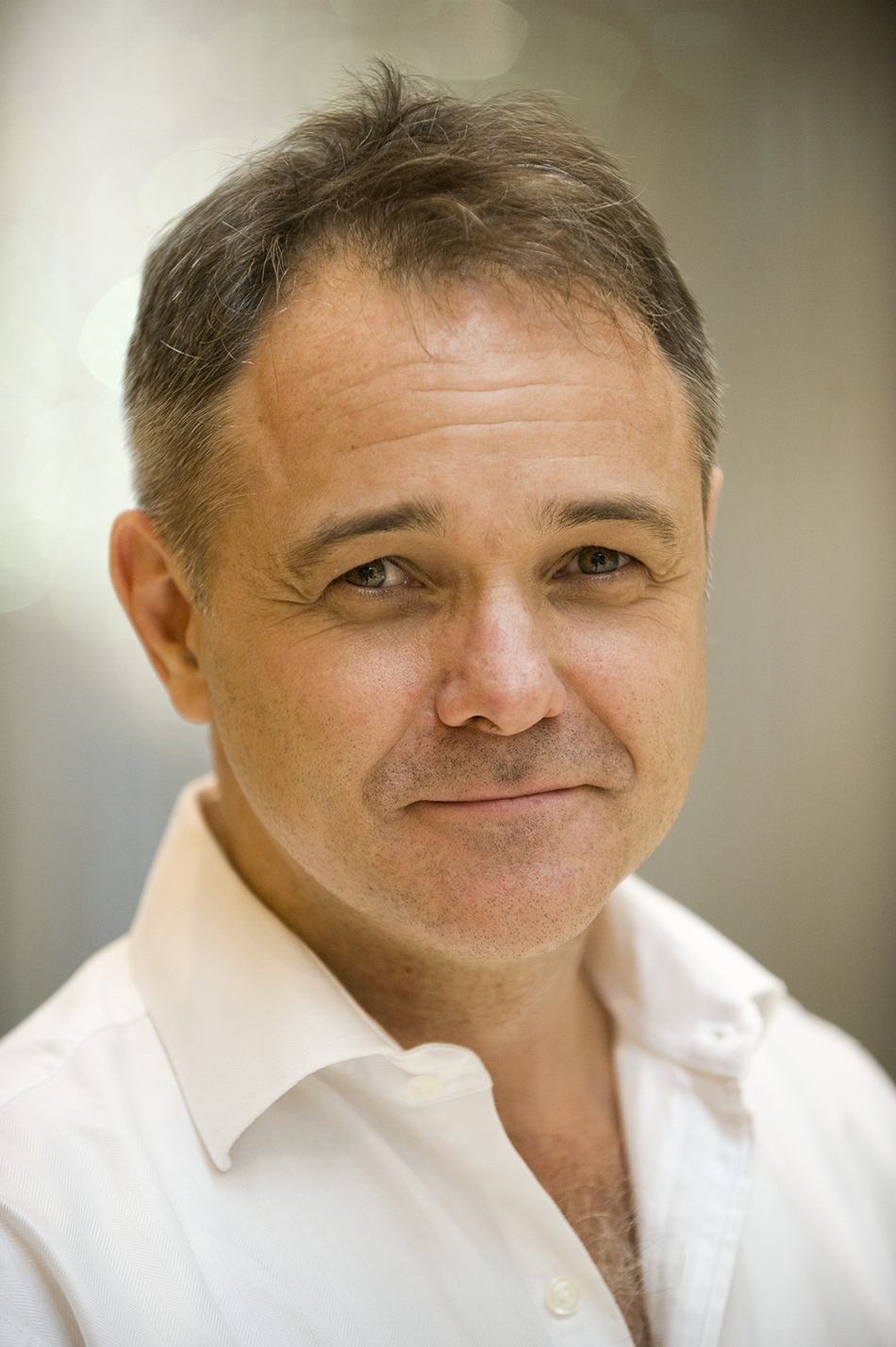
Джеремі Фаррар, співавтор концепції CEPI та член правління

Концепція Коаліції з питань інновацій для готовності до епідемій була викладена в статті від липня 2015 року в «The New England Journal of Medicine» під назвою «Створення глобального фонду розробки вакцин», співавторами якої були британський медичний дослідник Джеремі Фаррар (директор Wellcome Trust), американський лікар Стенлі Плоткін (співрозробник вакцини проти краснухи) та американський фахівець з інфекційних захворювань Адель Махмуд (розробник вакцини проти вірусу папіломи людини та вакцини проти ротавірусу).
Їх концепція була додатково розширена у 2016 році на Всесвітньому економічному форумі в Давосі, де вона обговорювалася як вирішення проблем, що виникли під час розробки та розповсюдження вакцини проти вірусу Ебола під час епідемії в Західній Африці. Співзасновник фонду Білл Гейтс сказав: «Ринок не вирішить цю проблему, тому що епідемії трапляються нечасто, а коли трапляються, вам не дозволяється стягувати величезну ціну за інструменти, що застосовуються». Створення фонду також було підтримано та співфінансовано фармацевтичною промисловістю, зокрема компанією «GlaxoSmithKline», генеральний директор якої сер Ендрю Вітті пояснив на форумі: «Коли дзвонить червоний телефон у нашому відділі вакцин у зв'язку з надзвичайною ситуацією в галузі охорони здоров'я, це надзвичайно руйнівно. Люди не усвідомлюють, що сьогодні у світовій системі виробництва вакцин немає вільних потужностей».
CEPI було офіційно запущено на Всесвітньому економічному форумі в Давосі в 2017 році з початковими інвестиціями в 460 мільйонів доларів США консорціумом, який включав уряди Норвегії, Японії та Німеччини, Wellcome Trust і Фонд Білла і Мелінди Гейтс; за короткий час до яких приєдналася Індія. У вступному інтерв'ю «Financial Times» Білл Гейтс сказав, що головною метою було скоротити час на розробку вакцини з 10 років до менш ніж 12 місяців.
Початковими цілями фонду були 6 вірусів з відомим потенціалом спричинювати великі епідемії, а саме: MERS, гарячка Ласса, вірус Ніпа, Ебола, гарячки Марбург і Зіка. «Financial Times» повідомила, що фонд «розбудує наукову та технологічну інфраструктуру для швидкої розробки вакцин проти патогенів, які виникають нізвідки, та спричинюють глобальну кризу в галузі охорони здоров'я, зокрема як SARS у 2002—2003 роках та гарячка Зіка у 2015—2016», і фінансувати науково-дослідницькі роботи відповідно до витрат і процесу розробки вакцин. Журнал «Town & Country» включив презентацію фонду до 10 найцікавіших моментів Давосу 2017 року. На момент запуску норвезький лікар Йон-Арне Реттінген, який очолював керівний комітет з клінічних досліджень вакцини проти Еболи, виконував обов'язки генерального директора, а CEPI базувався в Норвезькому інституті громадського здоров'я в Осло.
У квітні 2017 року Річард Дж. Гатчетт, колишній директор Управління перспективних біомедичних досліджень і розробок уряду США, став генеральним директором на повний робочий день. Гатчетт також був членом Ради внутрішньої безпеки США за Джорджа Буша та Ради національної безпеки США за Барака Обами. Також у квітні 2017 року Коаліція з питань інновацій для готовності до епідемій відкрила додатковий офіс у Лондоні, а в жовтні 2017 року ще один офіс було відкрито у столиці США Вашингтоні. Журнал «Nature» пізніше заявив: «Це, безумовно, найбільша ініціатива з розробки вакцини проти вірусів, які є потенційною загрозою епідемії». У 2020 році кілька засобів масової інформації визначили CEPI як «ключового гравця в гонці з розробки вакцини» проти коронавірусної хвороби 2019.

### Фінансування
Під час свого запуску в 2017 році Коаліція з питань інновацій для готовності до епідемій оголосила про п'ятирічні фінансові зобов'язання від своїх засновників на суму 460 мільйонів доларів США від урядів Японії (125 мільйонів доларів США), Норвегії (120 мільйонів доларів США) та Німеччини (10,6 мільйонів доларів США лише у 2017 році, пізніше сума доведена до 90 мільйонів доларів США), а також від глобальних фондів Фонду Гейтса (100 мільйонів доларів США) і Wellcome Trust (100 мільйонів доларів США); Індія завершувала виконання своїх фінансових зобов'язань, які були зроблені незабаром після цього. На перші 5 років роботи (тобто до січня 2022 року) було встановлено цільове фінансування в 1 мільярд доларів США. Журнал «Nature» сказав про зібрану суму: «Це, безперечно, найбільша ініціатива з розробки вакцин проти вірусів, які є потенційною загрозою епідемії».
У рамках своєї структури фінансування Коаліція з питань інновацій для готовності до епідемій використовував «вакцинальні облігації» для «попереднього завантаження» багаторічних державних зобов'язань щодо фінансування. У 2019 році Міжнародний фінансовий фонд імунізації випустив облігації щодо вакцин на суму 600 мільйонів норвезьких крон, щоб передати зобов'язання Норвегії через Альянс вакцин GAVI до CEPI.
У березні 2019 року Європейська комісія надала доступ Коаліції з питань інновацій для готовності до епідемій до програми ЄС «Horizon 2020» та довгострокової програми фінансування. У презентаціях CEPI було зазначено, що фінансові зобов'язання ЄС становлять 200 мільйонів доларів США, що, якщо додати до початкової суми (включно з повним зобов'язанням Німеччини), склало 740 мільйонів доларів США.
Станом на лютий 2020 року агентство «Bloomberg News» повідомило, що Коаліція з питань інновацій для готовності до епідемій зібрала загалом 760 мільйонів доларів США за рахунок додаткових пожертвувань від урядів Австралії, Бельгії, Канади та Великої Британії. Агентство повідомило, що «CEPI вирішує те, що економісти називають „проблемою координації“. Вона може допомогти об'єднати експериментальні та дослідницькі компанії з великими виробниками вакцин, співпрацювати з регуляторами, щоб спростити процеси затвердження та вирішувати патентні спори на місці. До його науково-консультативного комітету входять керівники компаній „Pfizer“, „Johnson & Johnson“ і японської „Takeda Pharmaceutical“ тощо».
У березні 2020 року британський уряд пообіцяв виділити 210 мільйонів фунтів стерлінгів Коаліції з питань інновацій для готовності до епідемій, щоб зосередитися на вакцині проти коронавірусу; зробивши Британію найбільшим індивідуальним донором CEPI.
У січні 2022 року Wellcome Trust і Фонд Білла і Мелінди Гейтс пообіцяли Коаліції з питань інновацій для готовності до епідемій 300 мільйонів доларів.. Це частина напрямку роботи CEPI, щоб дозволити скоротити терміни розробки вакцин у світі до 100 днів.
| Донор                      | Категорія                       | Вартість млн. доларів |
| -------------------------- | ------------------------------- | --------------------- |
| Норвегія                   | Загальний пул                   | 81.7                  |
| Німеччина                  | Загальний пул                   | 39.3                  |
| Японія                     | Загальний пул                   | 25.0                  |
| Фонд Білла і Мелінди Гейтс | Загальний пул                   | 20.0                  |
| Європейський Союз          | Чікунгунья і гарячка Рифт Валлі | 18.4                  |
| Велика Британія            | Загальний пул                   | 13.0                  |
| Канада                     | Загальний пул                   | 7.5                   |
| Європейський Союз          | Гарячка Ебола                   | 3.7                   |
| Vulcan Inc.                | Гарячка Ебола                   | 2.5                   |
| Австралія                  | Загальний пул                   | 0.7                   |
| Wellcome Trust             | Загальний пул                   | 0.1                   |
| Поточні витрати            |                                 | −0.9                  |
| Загалом                    | Загалом                         | 211.0                 |

### Місія
Основною місією Коаліції з питань інновацій для готовності до епідемій був «справедливий доступ» до вакцин під час пандемій: продаж вакцин країнам, що розвиваються, за доступними цінами. Доступність існуючих запатентованих вакцин давно викликає занепокоєння медичної спільноти, і це занепокоєння зросло на хвилі боротьби за доступ до вакцини під час епідемії гарячки Ебола в 2013—2016 роках. Запобігання повторенню цієї кризи було мотивуючим фактором заснування CEPI.

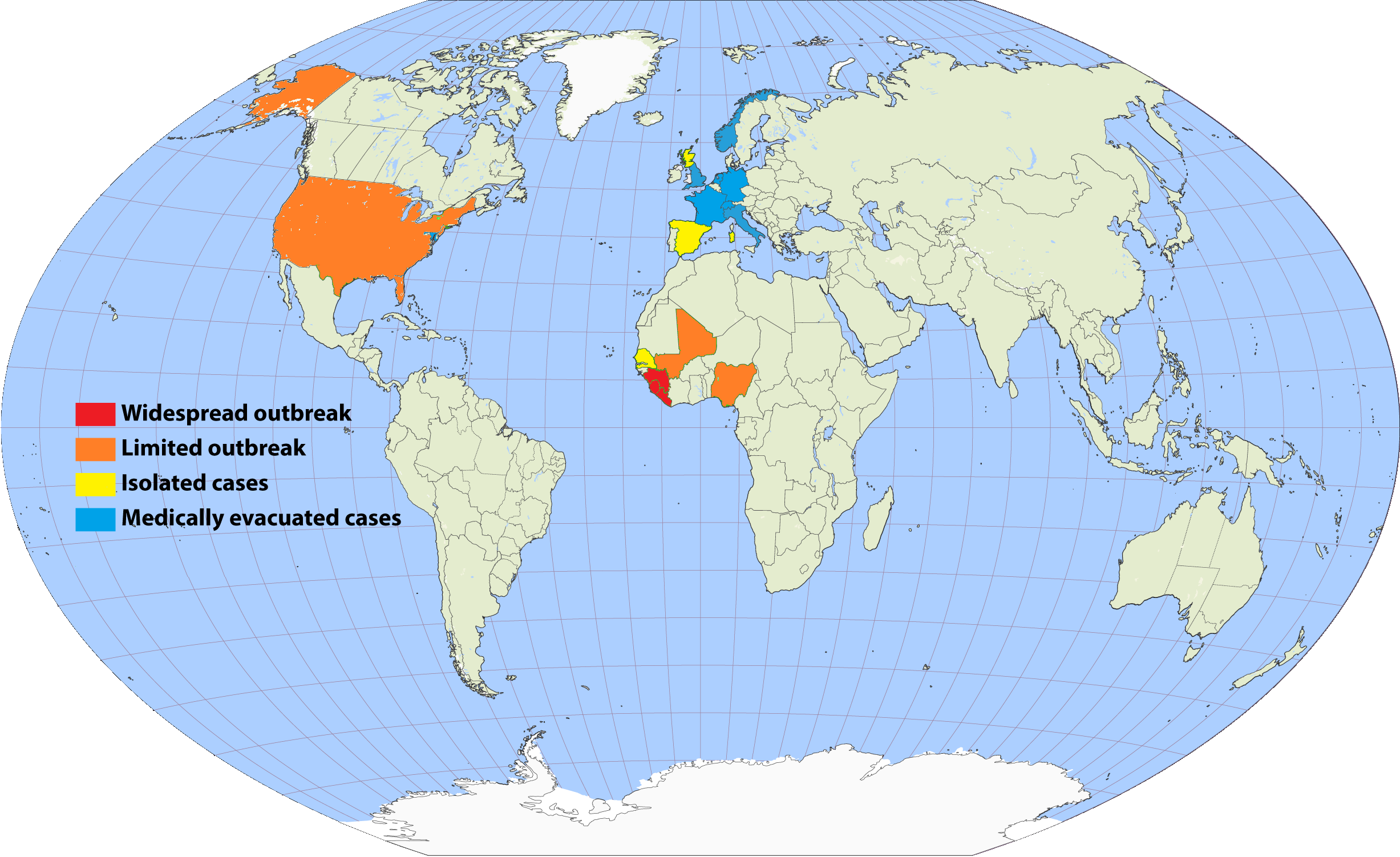
Боротьба за доступ до вакцини під час епідемії гарячки Ебола у 2013—2016 роках була одним із факторів, що спонукали до створення CEPI

#### Зміни політики
Початкова політика Коаліції з питань інновацій для готовності до епідемій містила конкретні заходи для запобігання деяким із цих проблем ринку. Усі контракти на виробництво вакцин потребуватимуть початкового схвалення громадською наглядовою радою. У політиці також зазначено, що ціни на вакцини будуть встановлені на рівні, доступному для тих, хто потребує вакцини, і стабільному для виробника. Комерційна таємниця не фінансуватиметься Коаліцією. Компанії повинні були ділитися всіма даними досліджень, розроблених за кошти CEPI. Хоча Коаліція з питань інновацій для готовності до епідемій не зберігає та не ліцензує інтелектуальну власність, розроблену за кошти CEPI, проте дозволяє організаціям, які отримали фінансування, володіти нею, хоча це положення містить деяку внутрішню суперечність, коаліція також зберігала початкові права: право ліцензувати та використовувати інтелектуальну власність, розроблену за кошти коаліції, для виробництва вакцин, навіть якщо компанія, яка отримала фінансування та стала власником інтелектуальної власності, пізніше вийшла з угоди з CEPI. Оригінальна політика також вимагала від фінансованих сторін попередньої реєстрації будь-яких досліджень у реєстрі клінічних досліджень, публікації результатів протягом року після завершення дослідження (за винятком вагомих причин і дозволу коаліції), публікації результатів у статтях із відкритим доступом та мати механізми для безпечного обміну основними даними та результатами, включно з негативними результатами, таким чином, щоб зберегти конфіденційність волонтерів випробування (додаткова інформація щодо цього є на сайті AllTrials).
Фармацевтичні корпорації, включаючи «Johnson & Johnson», «Pfizer» і «Takeda Pharmaceutical Company», заперечували проти початкової політики, і ці положення були вилучені в грудні 2018 року після того, як коаліція отримала значне фінансування. Зміни політики зустріли сильну критику, яку найбільше висловлювали «Лікарі без кордонів». Коаліцію також критикували за недотримання власної політики щодо прозорості та за те, що вона скасувала вимогу, щоб рада коаліції переглядала її контракти.
Коаліція з питань інновацій для готовності до епідемій заявила, що її вакцини й надалі будуть доступними за ціною, і опублікувала статтю, в якій обговорювала зміни, зазначивши, що стара політика «хоч і відображала ідеалізм, який надихнув на створення коаліції, на думку інших, не була такою прагматичною або відображають бізнес-реалії, з якими стикаються розробники вакцин». У заяві було сказано, що кілька неназваних виробників вакцин заявили, що вони не можуть працювати з CEPI відповідно до початкової політики. Зазначається, що зміна політики не відображає зміни в зобов'язаннях щодо доступу, і коаліція все одно збереже право проводити дослідження та розробки з використанням інтелектуальної власності, яку вона фінансувала, якщо старий партнер не міг їх продовжувати. У статті також зазначено, що коаліція збереже за собою право знайти нового виробника, якщо старий виробник не зможе продовжувати роботу, за умови, що старий виробник погоджується на передачу інформації та інтелектуальної власності новому.
Газета «The New York Times» повідомила, що Коаліція з питань інновацій для готовності до епідемій зробила «невдалу спробу змусити великі фармацевтичні фірми погодитися бути партнерами, не наполягаючи на значних прибутках або правах власності на дослідження, які CEPI допомагав фінансувати та виробляти», і замінив конкретні заходи впровадження на заходи обслуговування своєї місії фінансування.

### Висування на премію
Коаліцію з питань інновацій для готовності до епідемій норвезький депутат Карл-Ерік Грімстад висунув на здобуття Нобелівської премії миру 2021 року.

## Структура

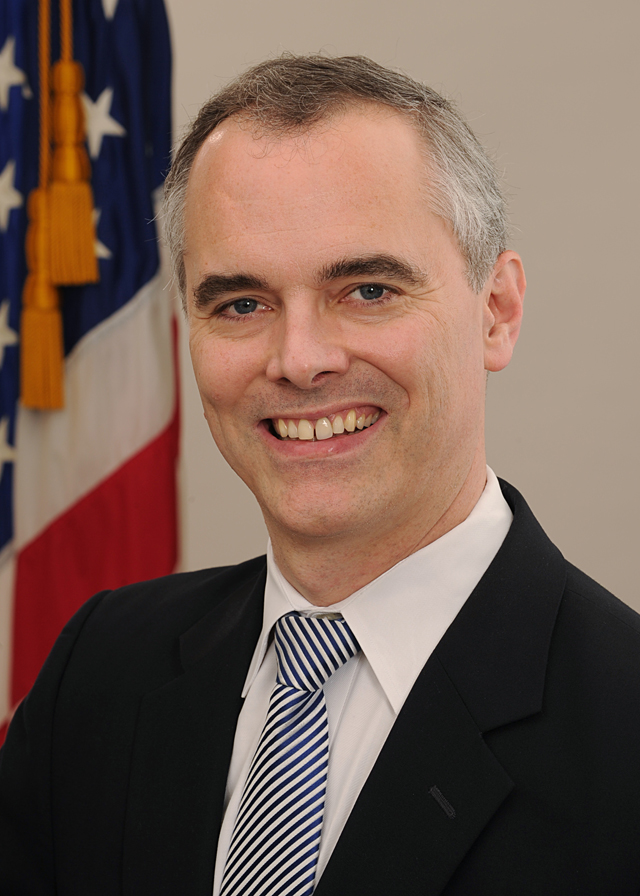
Річард Дж. Гатчетт, генеральний директор CEPI з 2017 року

Коаліція з питань інновацій для готовності до епідемій зареєстрована згідно з норвезьким законодавством. Станом на березень 2020 року штат фонду із 68 осіб керує організацією під керівництвом головного виконавчого директора Річарда Гатчетта.
- Правління складається з 4 членів Ради інвесторів і 8 «незалежних членів, які представляють різні сфери компетенції, включаючи промисловість, світову охорону здоров'я, науку, мобілізацію ресурсів, фінанси».[42]
- Науково-консультативний комітет складається з 24 членів з правом голосу, які надають «наукову підтримку, консультації та керівництво Раді та Секретаріату CEPI».
- Спільна координаційна група — це «круглий стіл незалежних установ, які зацікавлені в тому, щоб вакцини коаліції були успішно розроблені та використані під час спалаху». Членами координаційної групи були ВООЗ, GAVI, Європейське агентство з лікарських засобів, FDA, Лікарі без кордонів, ЮНІСЕФ, Міжнародна Федерація Товариств Червоного Хреста і Червоного Півмісяця, Африканський форум з регулювання вакцин, Національний інститут біологічних стандартів і контролю США, та Wellcome Trust.[42]
- Рада інвесторів — призначає 4 представників інвесторів до правління, і його схвалення потрібне для окремих інвестицій понад 100 мільйонів доларів США. До нього увійшли представники урядів Норвегії, Великої Британії, Німеччини, Японії, Канади, Ефіопії, Австралії, Бельгії, ЄС, а також Фонду Гейтса та «Wellcome Trust».[42]

## Публічна діяльність
У жовтні 2018 року вчені Коаліції з питань інновацій для готовності до епідемій підрахували, що витрати на розробку принаймні однієї вакцини від кожної хвороби, яка може перерости у глобальну гуманітарну кризу, становили від 2,8 до 3,7 мільярда доларів США. У листопаді 2019 року коаліція повідомила, що до її цільового портфелю належать хвороби з «плану пріоритетних захворювань» ВООЗ, до якого входять: MERS-CoV, вірус Ніпа, вірус гарячки Ласса та вірус гарячки Рифт Валлі, а також вірус Чікунгунья і «Хвороба X» ВООЗ. Коаліція окреслила свої проєкти щодо оновлення своїх пріоритетів щодо створення технічних і нормативних шляхів для розробки вакцин, розробки стійких виробничих рішень для вакцин-кандидатів, які наближаються до завершення, і створення дослідницьких запасів своїх вакцин-кандидатів для використання в надзвичайних ситуаціях.

## Інвестиції

### Загальні розробки
- У грудні 2018 року коаліція перерахувала 8,4 мільйона доларів США Імперському коледжу Лондона для фінансування розробки «платформи РНК-вакцини з самопідсиленням», яка, за словами коаліції, «забезпечить виробництво спеціалізованої вакцини проти багатьох вірусних патогенів (включаючи грип H1N1, вірусу сказу, та вірусу Марбург)».
- У грудні 2018 року 10,6 мільйона доларів США було надано Університету Квінсленду для фінансування розробки платформи вакцини з «молекулярним затискачем», яку CEPI описав як «трансформативну технологію, яка забезпечує цілеспрямоване та швидке виробництво вакцин проти багатьох вірусних патогенів (включно з вірусом грипу), MERS-CoV та респіраторно-синцитіальний вірус)».
- У лютому 2019 року 34 мільйони доларів США було надано німецькій біофармацевтичній компанії CureVac для фінансування розробки «прототипу РНК-принтера», який коаліція описала як «портативну, зменшену, автоматизовану установку для друку мРНК, яка може швидко виробляти запас мРНК-вакцини на основі ліпідних наночастинок, яка може націлюватися на відомі патогени (включно з гарячкою Ласса, жовтою гарячкою та сказом); і готуватися до швидкої реакції на невідомі патогени (тобто хворобу X)».[7]

### Специфічні вакцини

#### Гарячка Ласса/MERS-CoV

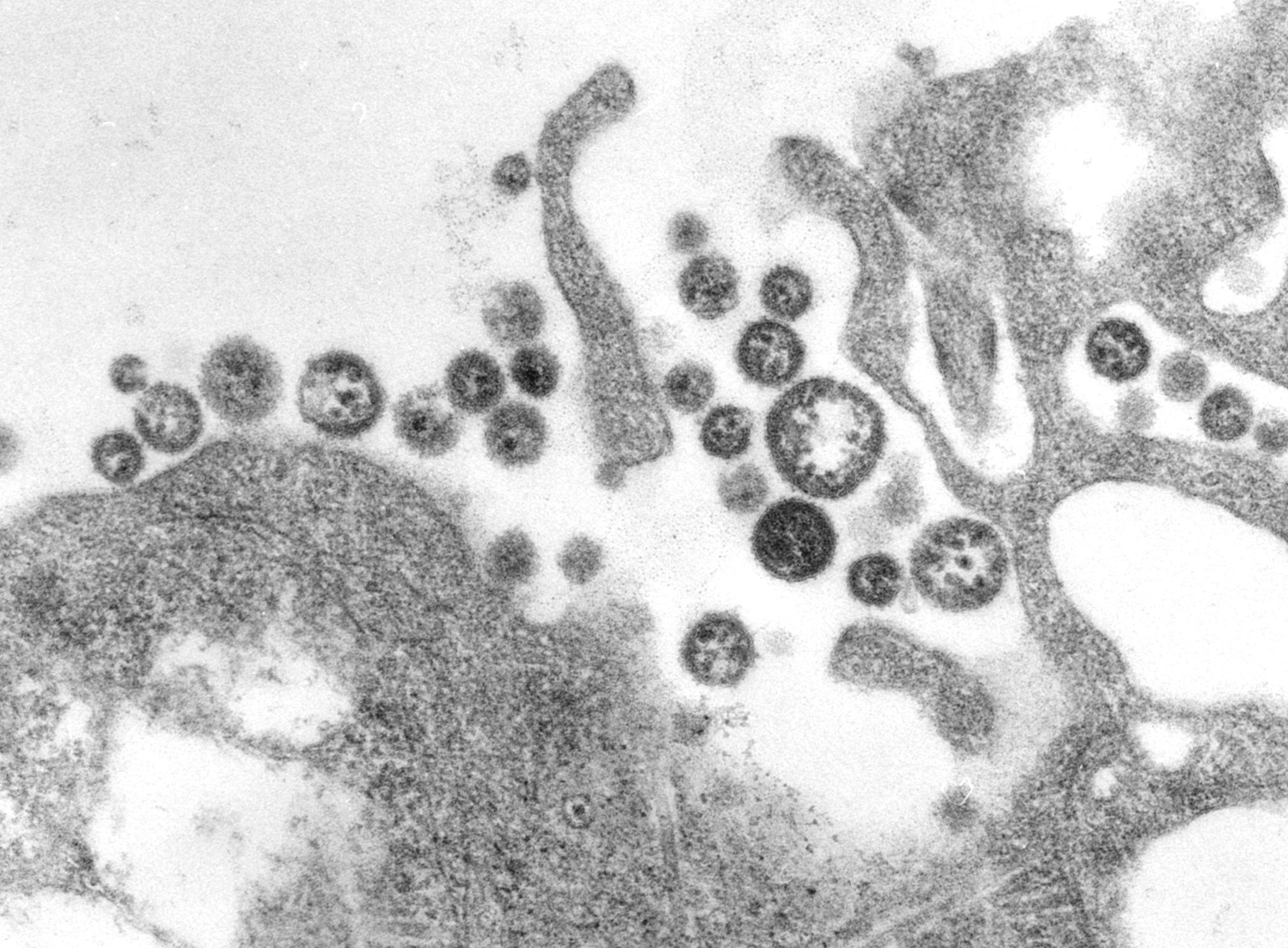
ТЕМ віріонів вірусу гарячки Ласса

- У березні 2018 року 37,5 мільйонів доларів США було надано австрійській компанії «Themis Bioscience» для фінансування вакцини проти вірусу гарячки Ласса та MERS-CoV за допомогою технології переносника кору.[44][7]
- У квітні 2018 року американській компанії «Inovio Pharmaceuticals» було надано 56 мільйонів доларів США для фінансування ДНК-вакцини проти вірусу Ласса та MERS-CoV.[45][7]
- У травні 2018 року 54,9 мільйона доларів США було надано Міжнародній ініціативі щодо вакцини проти СНІДу для фінансування вакцини проти вірусу Ласса за допомогою реплікаційної векторної технології везикулярного стоматиту.[7]
- У червні 2018 року 35 мільйонів доларів США було надано американській компанії «Profectus Biosciences» для фінансування ослабленої вакцини «VesiculoVax» проти вірусу Ласса.[7]
- У вересні 2018 року 19 мільйонів доларів США було надано компанії «Janssen Pharmaceutica» та Оксфордському університету для фінансування вакцини проти вірусу Ласса та MERS-Cov з використанням технології вірусного вектора аденовірусної інфекції мавп.[7]

#### Вірус Ніпа
- У травні 2018 року американській компанії «Profectus Biosciences» було надано 25 мільйонів доларів США на виготовлення рекомбінантної білкової субодиничної вакцини проти вірусу Ніпа.[7]
- У лютому 2019 року Токійському університету було надано 31 мільйон доларів США на розробку вакцини шляхом введення гена G-вірусу Ніпа («штам Малайзії») у вектор вірусу кору (штам «Edmonston B»).[7]
- У серпні 2019 року 43,6 мільйона доларів США було надано компанії «Public Health Vaccines LLC» для фінансування розробки та виробництва вакцини з використанням технології рекомбінантного вірусу везикулярного стоматиту.[46][7]

#### SARS-CoV-2

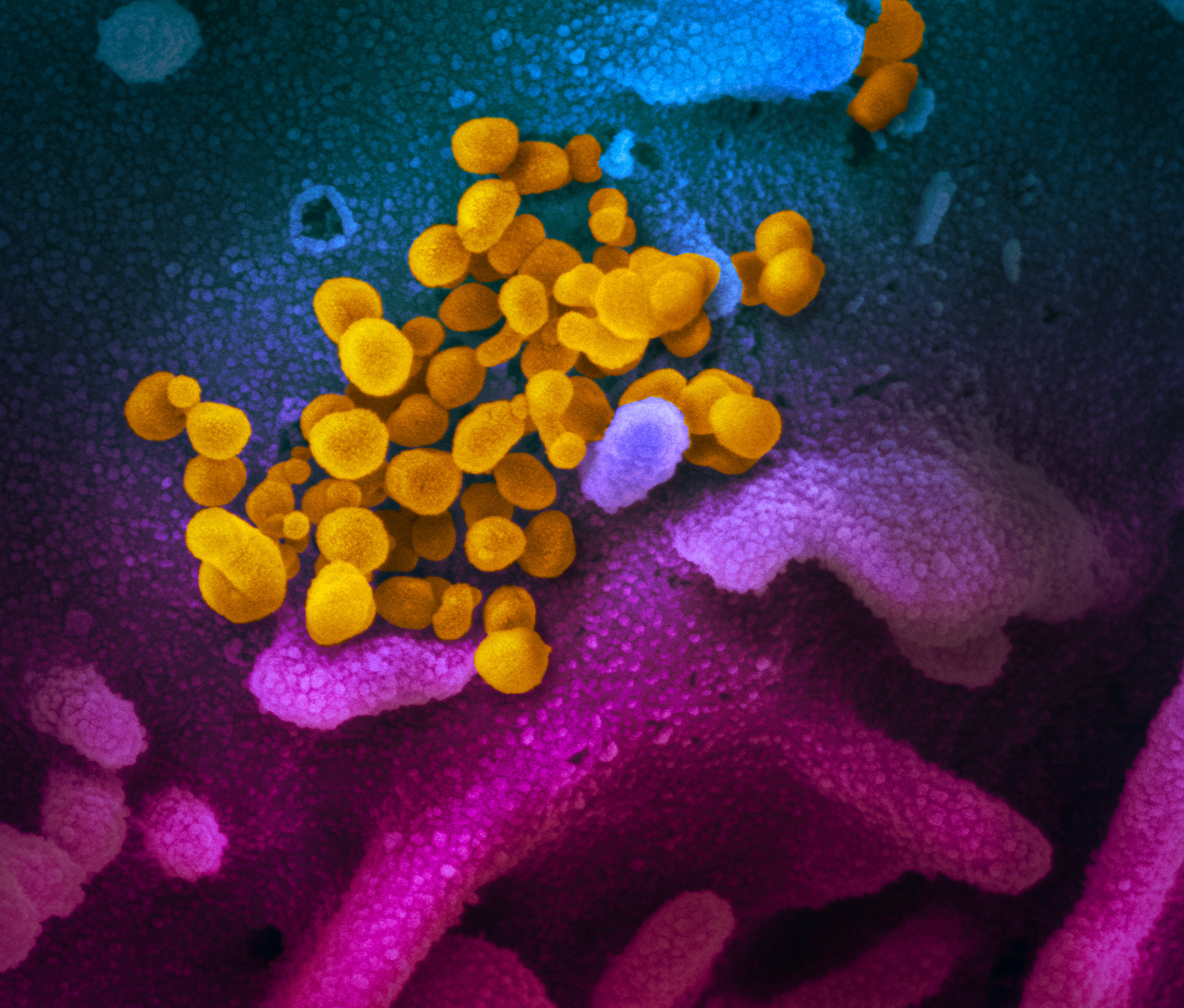
Електронно-мікроскопічне зображення вірусу SARS-CoV-2.

- У січні 2020 року Коаліція з питань інновацій для готовності до епідемій профінансувала 3 команди, які працюють над вакциною проти SARS-CoV-2: «Moderna», «Inovio Pharmaceuticals» та Університет Квінсленду.[47][48] У лютому 2020 року «Inovio» повідомила, що створила доклінічну вакцину на основі ДНК для боротьби з COVID-19 у своїй лабораторії в Сан-Дієго.[49] «Inovio» співпрацювала з китайською фірмою, щоб пришвидшити його прийняття регуляторними органами Китаю для проведення клінічних досліджень на людях.[50] Стратегія команди Університету Квінсленду полягала у розробці молекулярного затискача — вакцини, яка генетично модифікує вірусні білки, щоб вони імітували коронавірус і стимулювали імунну реакцію.[48][47]
- У січні 2020 року коаліція оголосила про четвертий проєкт з розробки та виробництва вакцини проти SARS-CoV-2 у співпраці зі своїм діючим партнером «CureVac».[51] Генеральний директор коаліції Річард Дж. Гатчетт сказав в інтерв'ю FT, що CEPI очікує проведення клінічних досліджень на людях протягом 16 тижнів, але попередив, що «всі ці терміни є агресивними та бажаними. З розвитком обставин можуть з'явитися можливості скоротити терміни але надзвичайно важливо, щоб будь-яка нова вакцина була безпечною та ефективною».[17]
- У лютому 2020 року агентство «Bloomberg News» з посиланням на вірусологів визначило коаліцію як «ключового гравця в гонці з розробки вакцини»; статус, який присвоєний іншими ЗМІ.[52][17] Оглядаючи розробку вакцини проти вірусу, Vox сказав: «Коаліція з питань інновацій для готовності до епідемій є великою частиною того, чому вже існують десятки вакцин-кандидатів проти COVID-19, які прокладають шлях через дослідження на тваринах і людях, а також платформи для розробки нових вакцин»[53], у той час як «The Guardian» сказала, що CEPI «керує зусиллями з фінансування та координації розробки вакцини проти COVID-19».[21]
- У березні 2020 року Гатчетт дав інтерв'ю «Channel 4 News», сказавши, що «війна — це доречна аналогія» щодо кроків, необхідних для протидії вірусу, і що «це найстрашніша хвороба, з якою я коли-небудь стикався у своїй кар'єрі, і це включає Еболу, це включає MERS, це включає SARS. І це лякає через комбінацію заразності та летальності, яка, здається, у багато разів вища, ніж у грипу».[54] Гатчетт повідомив «The Daily Telegraph», що коронавіруси є найсерйознішою загрозою для системи охорони здоров'я з часів іспанського грипу, і що на створення вакцини знадобиться до 18 місяців, вартість якої становить 1,5 мільярда фунтів.[55] Коаліція заявила, що її кошти на боротьбу з коронавірусом будуть повністю виділені до кінця березня, і що вона запускає новий конкурс на фінансування на суму 2 мільярди доларів США для підтримки боротьби з коронавірусом.[56][57][58]
- У березні 2020 року коаліція інвестувала 4,4 мільйона доларів США у ще 2 проєкти зі шведською лабораторією вакцин «Novavax» та з Оксфордським університетом, довівши загальні інвестиції у роботу з вакциною проти SARS-CoV-2 до 23,7 мільйона доларів США та оголосивши, що інвестує до США 100 мільйонів доларів на подальші проєкти щодо COVID-19.[59]
- У лютому 2021 року коаліція започаткувала премію «CIHR-CEPI Leadership Award» за відмінні результати в дослідженні вакцин проти інфекційних захворювань з епідемічним потенціалом, яку вручаються спільно з Канадським інститутом досліджень охорони здоров'я.[60]

#### Вірус чікунгунья
- У червні 2019 року 21 мільйон доларів США було надано компанії «Themis Bioscience» для фінансування фази 3 клінічних досліджень і схвалення регуляторними органами вакцини проти вірусу чікунгунья з використанням технології вірусного вектора кору.
- У липні 2019 року 23,4 мільйона доларів США було надано австрійській біотехнологічній компанії «Valneva SE» для фінансування виробництва та останньої стадії клінічної розробки однодозової живої аттенуйованої вакцини проти вірусу чікунгунья.[7]

#### Гарячка Рифт Валлі
- У липні 2019 року 12,5 мільйонів доларів США було надано нідерландському Вагенінгенському університету на розробку однодозової вакцини проти гарячки Рифт Валлі, яка використовує технологію ослабленого вірусу, що включало: виробництво вакцини, доклінічні дослідження та клінічні дослідження І фази.
- У липні 2019 року 9,5 мільйона доларів США було надано Університету штату Колорадо на виробництво та доклінічні дослідження для оцінки іншої однодозової вакцини проти гарячки Рифт Валлі (також із використанням технології ослабленого вірусу).[7]